# Браубах
Браубах (нім. Braubach) — місто в Німеччині, розташоване в землі Рейнланд-Пфальц. Входить до складу району Рейн-Лан. Складова частина об'єднання громад Лорелай.
Площа — 20,26 км2. Населення становить 2954 ос. (станом на 31 грудня 2020).

## Історія
У 1276 році король Рудольф I Габсбург зробив Браубах вільним містом під владою графа Готфріда Еппштейна. Граф Ебергард I Катценельнбогенський купив місто і замок у 1283 році. До 1479 року графи постійно перебудовували замок. Замок ніколи не був завойований і ніколи не був зруйнований. Місто Браубах було адміністративним центром виноробства Катценельнбогена, куди входили Ренс, Шпай, Боппард, Хорхгайм і Зальциг, де у 1438 році вироблялося 33000 літрів вина, а у 1443 році — 84000.

## Галерея

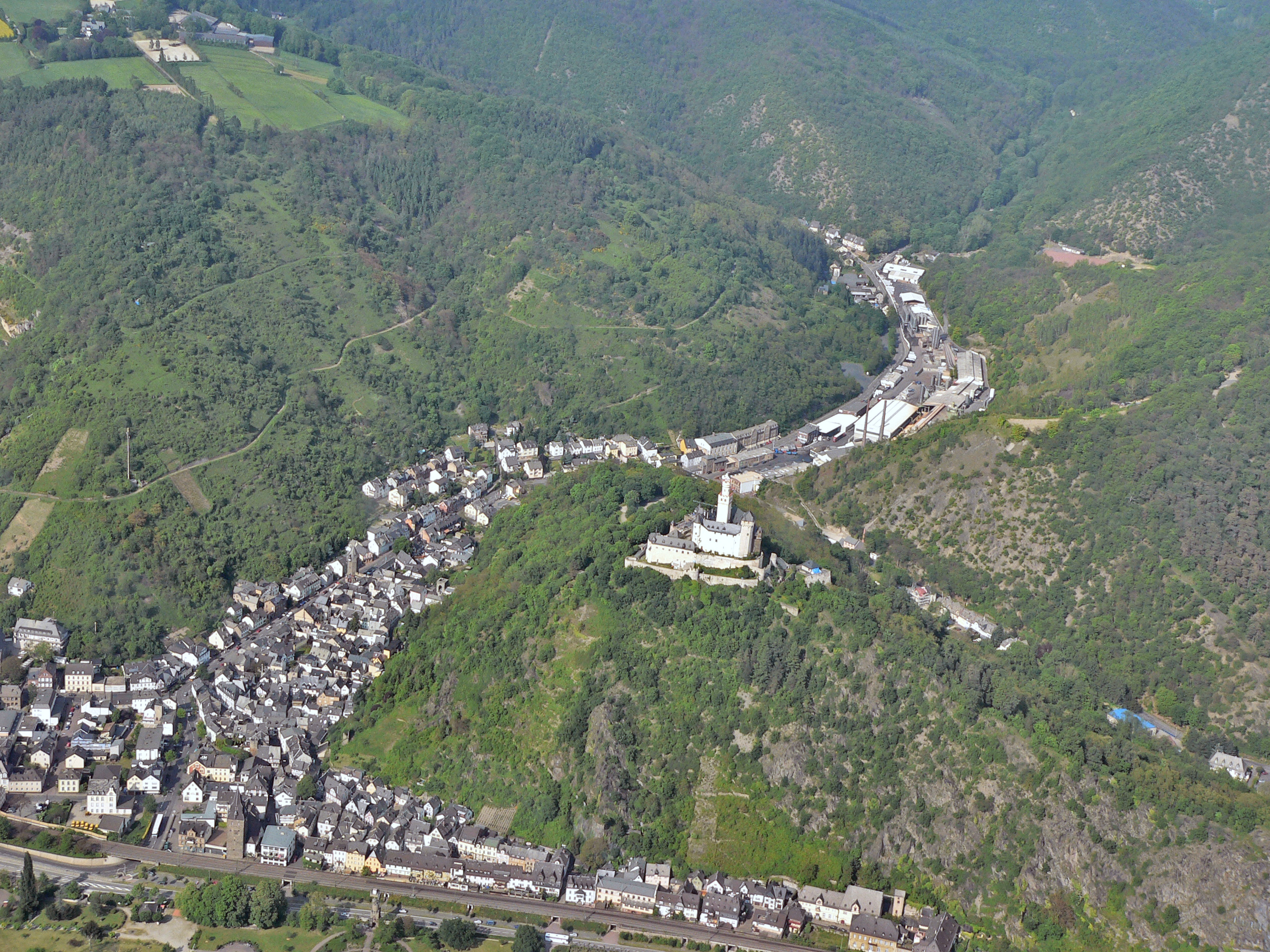
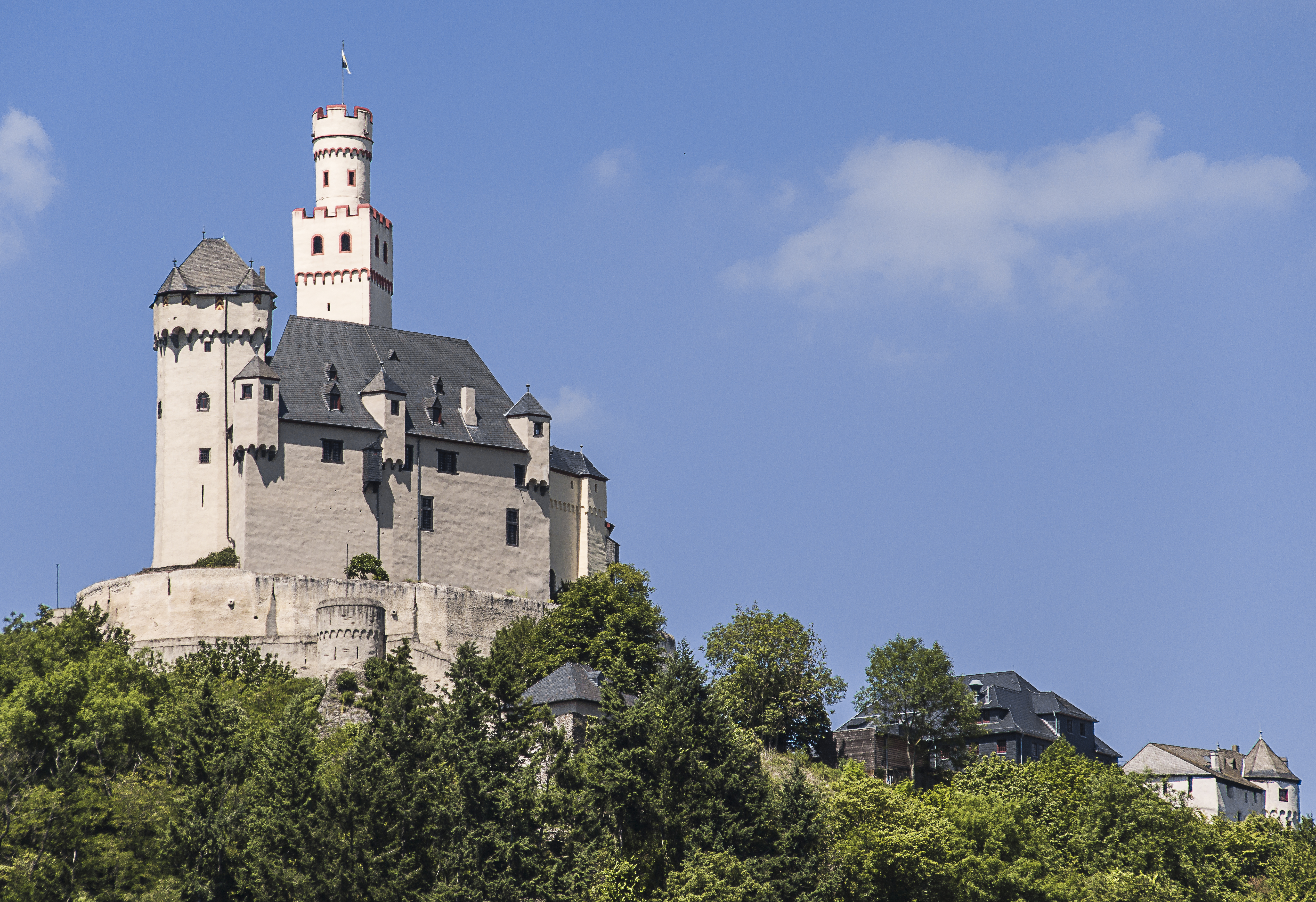
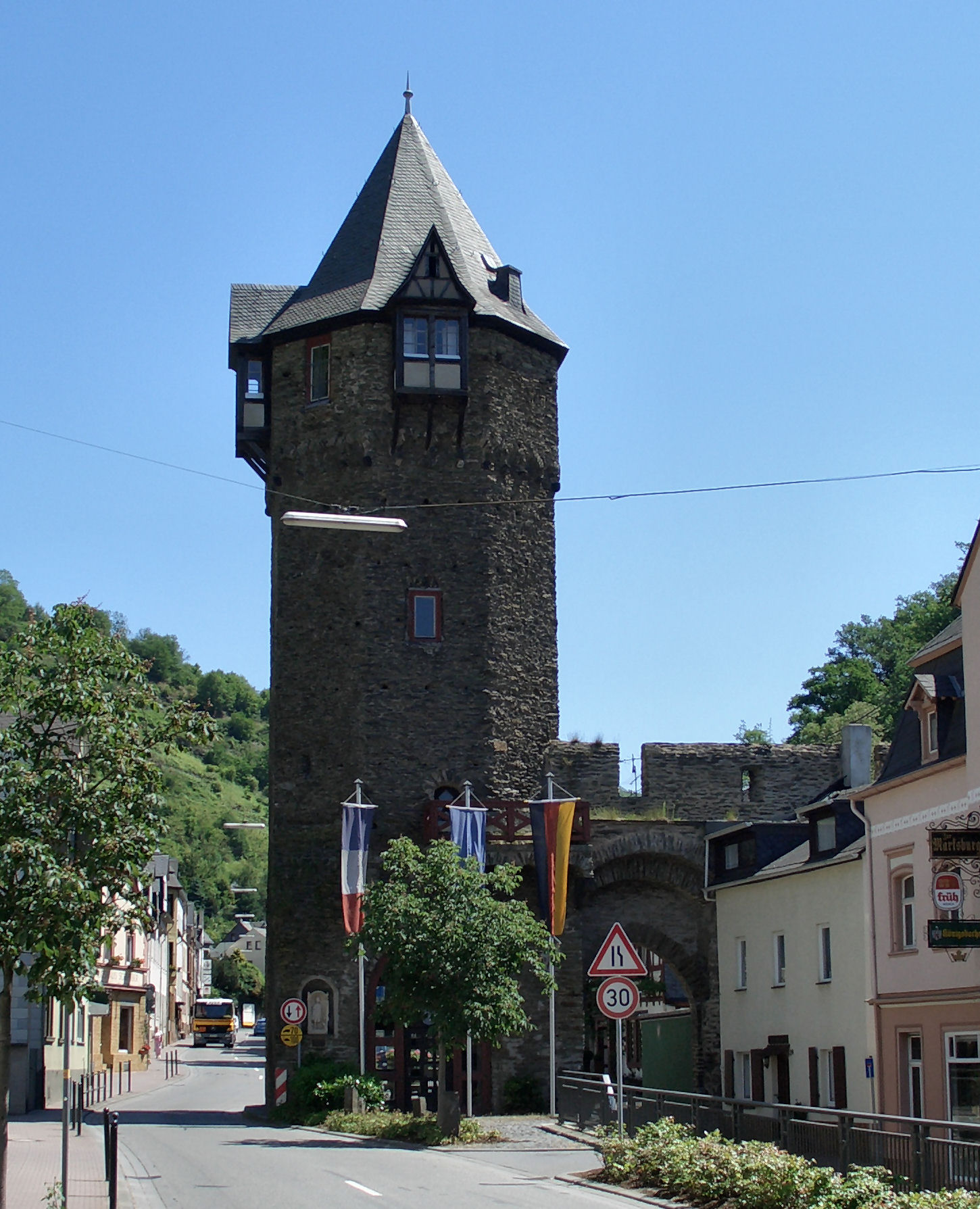
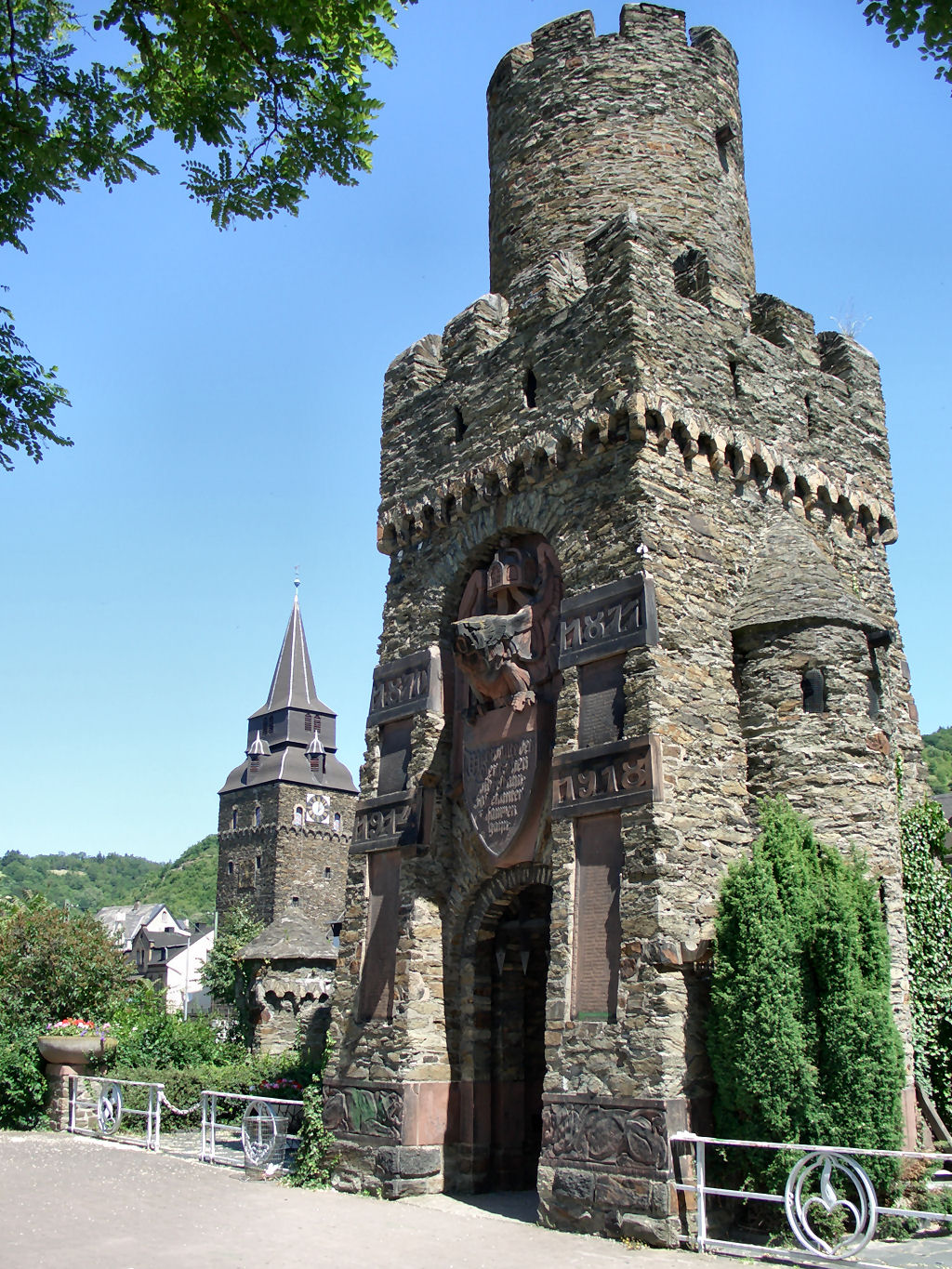
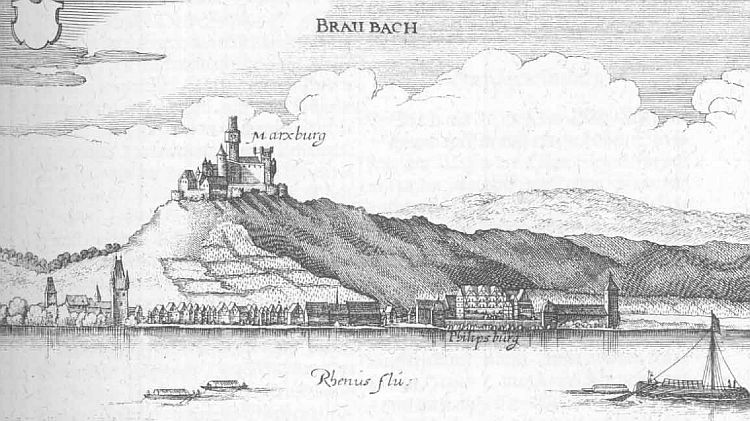
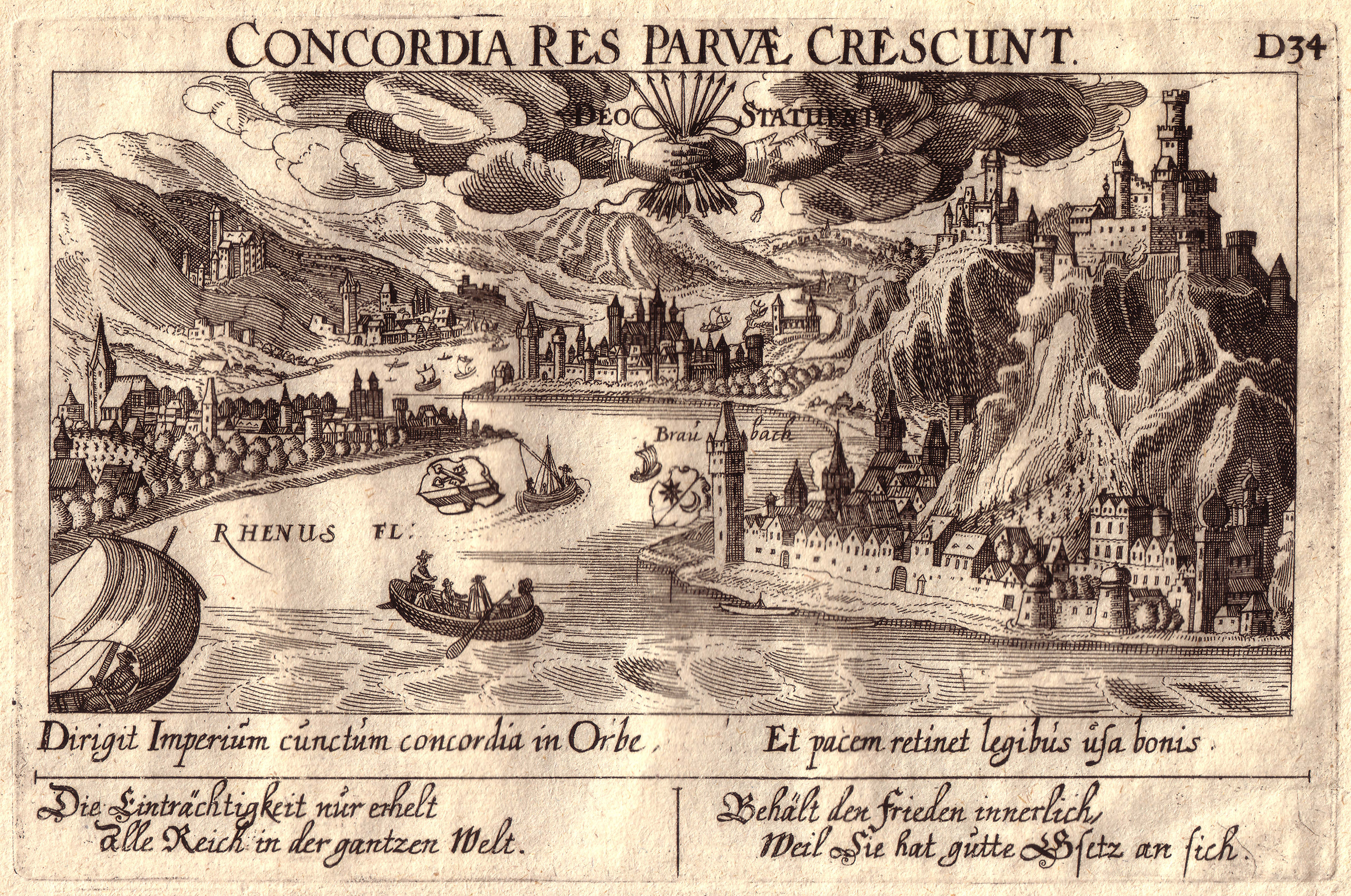